# Ṑ̱
Ṑ̱ (minuscule : ṑ̱), appelé O macron accent grave macron souscrit, est une lettre latine utilisée dans l’écriture du kiowa.
Il s’agit de la lettre O diacritée d’un macron, d’un accent grave et d’un macron souscrit.

## Représentations informatiques
Le O macron accent grave macron souscrit peut être représenté avec les caractères Unicode suivants : 
- composé et normalisé NFC (latin étendu additionnel, diacritiques) :

| formes    | représentations | chaînes de caractères | points de code | descriptions                                                              |
| --------- | --------------- | --------------------- | -------------- | ------------------------------------------------------------------------- |
| capitale  | Ṑ̱               | Ṑ◌̱                    | U+1E50 U+0331  | lettre majuscule latine o macron accent grave diacritique macron souscrit |
| minuscule | ṑ̱               | ṑ◌̱                    | U+1E51 U+0331  | lettre minuscule latine o macron accent grave diacritique macron souscrit |

- décomposé et normalisé NFD (latin de base, diacritiques) :

| formes    | représentations | chaînes de caractères | points de code              | descriptions                                                                                      |
| --------- | --------------- | --------------------- | --------------------------- | ------------------------------------------------------------------------------------------------- |
| capitale  | Ṑ̱               | O◌̱◌̄◌̀                  | U+004F U+0331 U+0304 U+0300 | lettre majuscule latine o diacritique macron souscrit diacritique macron diacritique accent grave |
| minuscule | ṑ̱               | o◌̱◌̄◌̀                  | U+006F U+0331 U+0304 U+0300 | lettre minuscule latine o diacritique macron souscrit diacritique macron diacritique accent grave |